# محمد عبد الفتاح (لاعب كرة قدم مواليد 1991)
محمد عبد الفتاح الضوي لاعب كرة قدم مصري، من ناشئي النادي الأهلي ، ويلعب حاليًا لنادي الإنتاج الحربي في مركز قلب الدفاع.

## مسيرته الكروية
من ناشئي النادي الأهلي ، وقد لعب مع الفريق الأول للنادي الأهلي في 2010 أمام النادي الإسماعيلي وأيضًا في مباراة ودية أمام نادي إسبانيول في 2012 ، ثم انتقل إلى نادي وادي دجلة في 2013 على سبيل الإعارة لمدة 6 أشهر خلال فترة الانتقالات الشتوية بمقابل 250 ألف جنيه، وذلك بعد ظهوره بالمستوى المتميز مع فريق الشباب في بطولة منطقة القاهرة، ثم انتقل للنادي.

وفي 17 يناير 2016 انضم إلى نادي إنبي خلال الانتقالات الشتوية، ولكن قررت إدارة النادي بالاتفاق مع الجهاز الفني للفريق بقيادة علاء عبد العال الاستغناء عنه بعد نصف موسم رغم أن عقده كان لمدة ثلاث مواسم ونصف، ثم انتقل إلى نادي بتروجيت في 18 يوليو 2016 عن طريق صفقة انتقال حر.

## روابط خارجية
- محمد عبد الفتاح على موقع قاعدة بيانات كرة القدم.إي يو (الإنجليزية)
- محمد عبد الفتاح

قالب:تشكيلة نادي بتروجيت